# Cleora inconspicuata
Cleora inconspicuata är en fjärilsart som beskrevs av Fletcher 1953. Cleora inconspicuata ingår i släktet Cleora och familjen mätare. Inga underarter finns listade i Catalogue of Life.